# جام حذفی فوتبال ایتالیا ۱۳–۲۰۱۲
کوپا ایتالیا ۱۳–۲۰۱۲ که به دلایل حمایت مالی به‌عنوان جام TIM نیز شناخته می‌شود، شصت و ششمین دورهٔ مسابقات بود. همانند سال گذشته ۷۸ باشگاه در این مسابقات شرکت کردند. ناپولی صاحب جام بود. لاتزیو برنده شد، بنابراین برای مرحلهٔ گروهی لیگ اروپا ۱۴–۲۰۱۳ واجد شرایط شد.